# Сеттимо-Торинезе
Сеттимо-Торинезе (итал. Settimo Torinese) — коммуна в Италии, располагается в регионе Пьемонт, в провинции Турин.
Население составляет 45 853 человек (2024 г.), плотность населения составляет 1468 чел./км². Занимает площадь 32 км². Почтовый индекс — 10036. Телефонный код — 011.
Покровителями коммуны почитаются Катакомбные святые (Corpi Santi), празднование в первое воскресенье сентября, но и последующий понедельник обычно нерабочий.

## Демография
Динамика населения:

## Города-побратимы
- Вальс, Испания
- Шавиль, Франция
- Яньчжоу, КНР
- Монтальто-Дора, Италия
- Кавардзере, Италия
- Монтесильвано, Италия
- Искителла, Италия
- Рионеро-ин-Вультуре, Италия

## Администрация коммуны
- Официальный сайт: http://www.comune.settimo-torinese.to.it/